# NGC 7343
NGC 7343 في الفهرس العام الجديد، هي مجرة، تقع في كوكبة الفرس الأعظم. اكتشفت في 14 سبتمبر 1866 بواسطة إدوارد ستيفان.

## روابط خارجية
- NGC 7343 على موقع ويكي سكاي: DSS2, SDSS, GALEX, IRAS, Hydrogen α, X-Ray, Astrophoto, Sky Map, Articles and images